# Marseillaise (croiseur cuirassé)
Pour les articles homonymes, voir La Marseillaise (homonymie).
La Marseillaise est un croiseur cuirassé de classe Gloire en service dans la marine française de 1903 à 1929. Il sert en Manche et en Atlantique comme escorteur de convoi lors de la Première Guerre mondiale et de navire d'entraînement au tir entre 1925 et 1929. Il est rayé de la flotte en 1929 et démoli en 1933.

## Conception

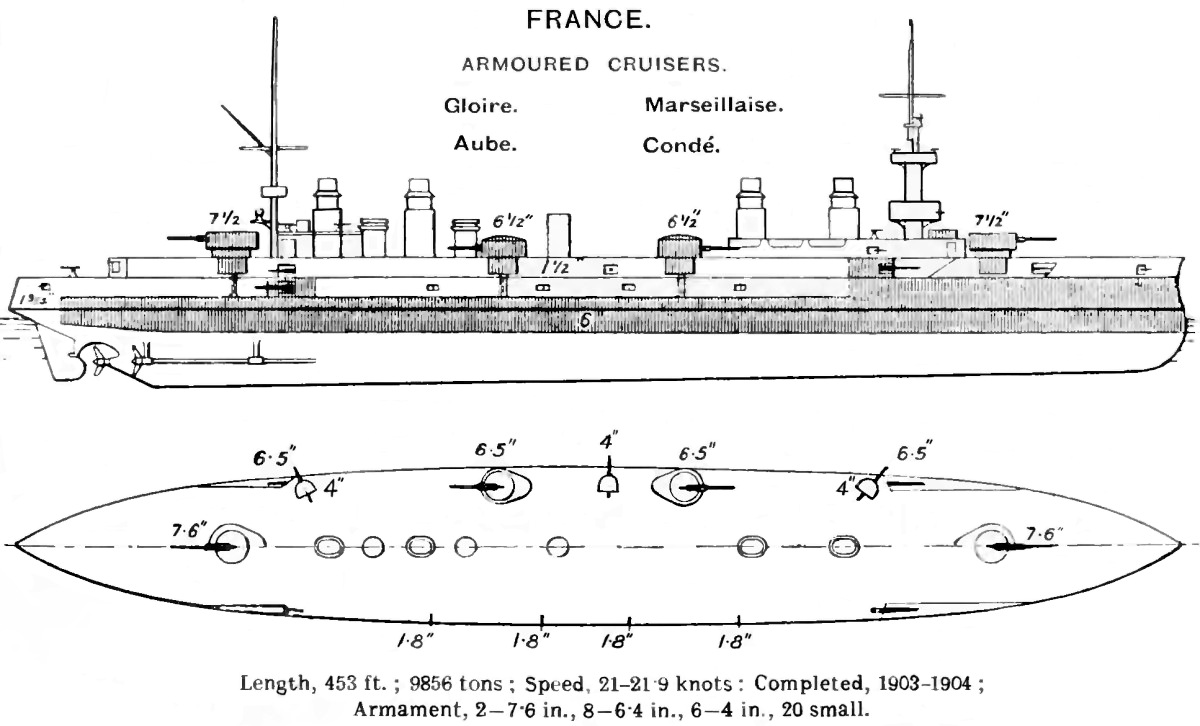
Plan de la classe Gloire.

Les bâtiments de la classe Gloire sont conçus comme des versions agrandies et améliorées des navires de la classe des croiseurs cuirassés Gueydon conçu par Louis-Émile Bertin. La Marseillaise mesure 139,8 mètres de long et 20,2 mètres de large avec un tirant d'eau de 7,7 mètres pour un déplacement de 9 534 tonnes. Son équipage est de 612 officiers et marins.
Le bâtiment dispose de trois lignes d'arbre d'hélices, chacune alimentée par une machine à vapeur à triple expansion verticale, développant une puissance totale de 20 500 chevaux (15 300 kW). Son appareil évaporatoire se compose de vingt-quatre chaudières Belleville fournissant la vapeur aux machines. Sa vitesse peut monter à 21 nœuds (39 km/h). Ses soutes embarquent jusqu'à 1 620 tonnes de charbon, ce qui lui permet de parcourir en théorie jusqu'à 12 000 milles marins (22 224 km) à la vitesse de 12 nœuds (22 km/h).
L'artillerie principale de la Marseillaise est composée de deux canons de 194 millimètres montés en tourelles simples à l'avant et à l'arrière. Son artillerie secondaire est composée de huit canons de 164 mm dont quatre sont montés en tourelles simples sur les côtés du navire et quatre autres en casemates. Pour lutter contre les torpilleurs, le navire dispose de six canons de 100 millimètres en casemates et de dix-huit canons-revolvers de 47 millimètres. Il est également armé de deux tubes lance-torpilles de 450 millimètres.
La ceinture blindée des unités de la classe Gloire est épaisse de 170 millimètres au milieu du bateau et de 106 millimètres à l'avant et l'arrière. Au-dessus de la ceinture principale, le navire possède d'une mince virure dont l'épaisseur varie entre de 127 millimètres au centre à 106 mm aux extrémités du navire. Le château  dispose de parois blindés de 150 millimètres d'épaisseur. Les principales tourelles sont protégées par 173 millimètres de blindage et les tourelles intermédiaires par 120 millimètres. La partie centrale du pont blindé est de 45 millimètres mais passe à 64 millimètres en approchant des bords du bâtiment.

## Histoire

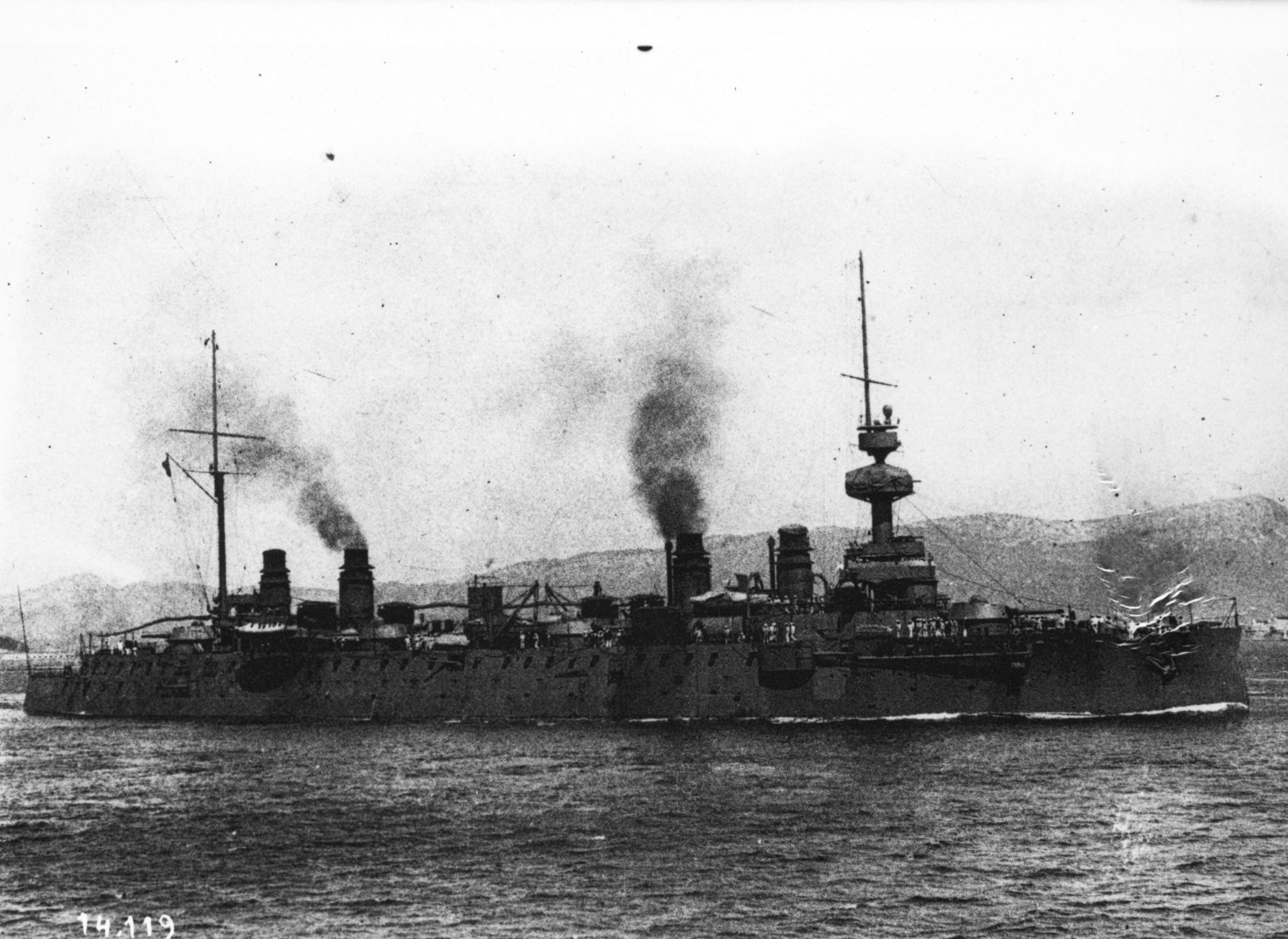
La Marseillaise en 1911.

La Marseillaise est nommé d'après l'hymne national français. Sa quille est posée à l'Arsenal de Brest en janvier 1900. Il est lancé le 14 juillet 1900 et entre en service en 1903. Lorsque la Première Guerre mondiale commence, le croiseur est affecté à la division d'instruction de l'Océan qui est chargée de renforcer la 2e escadre légère à Brest. Il patrouille dans la Manche en 1915, avant qu'il ne soit envoyée aux Caraïbes et dans l'Atlantique afin d'escorter les convois. Il est, en 1918, l'un des trois navires de guerre français affecté à la Cruiser and Transport Force chargé des transports des troupes venant des États-Unis à destination de l'Europe.
En août 1918, la Marseillaise escorte avec le yacht armé USS Noma, les destroyers USS Burrows et USS Smith,, le convoi HB-8 composé des cargos USS West Alsek et USS West Bridge, et de 13 autres cargos à destination de la France,. Le convoi est à 500 milles nautiques (900 km) à l'ouest de sa destination Le Verdon-sur-Mer à la fin de la journée le 15 août,. Au coucher du soleil, peu avant 18 heures, le sous-marin allemand SM U-90 torpille le Montanan,,, qui doit être abandonné. Les 81 survivants sont secourus par le Noma,. Peu de temps après cette première attaque, le West Bridge, en avarie de machine, se retrouve à la dérive à la traîne du convoi. Il est alors torpillé par le SM U-107 et doit aussi être abandonné. Une opération de sauvetage des deux navires est engagée, mais seul le West Bridge peut encore naviguer et faire route vers la France, quelques jours plus tard,,..
En 1920, la Marseillaise est chargé d'escorté le SS George Washington (en) qui ramène le président américain Woodrow Wilson aux États-Unis. Le navire est transformé en bâtiment d'entraînement au tir entre 1925 et 1929. Il est rayé des listes de la Flotte en 1929 et démoli en 1933,.